# 577 Реја
577 Реја (енгл. 577 Rhea) је астероид главног астероидног појаса. Приближан пречник астероида је 39,53 km,
а средња удаљеност астероида од Сунца износи 3,115 астрономских јединица (АЈ).
Инклинација (нагиб) орбите у односу на раван еклиптике је 5,300 степени, а орбитални период износи 2008,907 дана (5,500 година). Ексцентрицитет орбите астероида износи 0,154.
Апсолутна магнитуда астероида износи 9,50 а геометријски албедо 0,179.
Астероид је откривен 20. октобра 1905. године.